# Distretto di Madaura
Il distretto di Madaura (o M'daourouch) è un distretto della provincia di Souk Ahras, in Algeria.

## Comuni
Il distretto comprende 3 comuni:
- Madaura (o M'daourouch)
- Tiffech
- Ragouba